# Unterdüssel
Unterdüssel ist eine Gemarkung (Schlüsselnummer 3301) im Südosten von Wülfrath (NRW). Sie geht auf die bergische Honschaft Unterdüssel der Herrschaft Schöller im Amt Solingen zurück.
Im 19. Jahrhundert war Unterdüssel eine selbstständige Landgemeinde in der Bürgermeisterei Wülfrath. Zu dieser gehörten 1888 die Wohnplätze Berg, Blume, Bollenbergsdorf, Brasel, Brebeck, Britten, Brühl, Busch, Buschkothen, Dörnen, Dörnerwerth, Dorfermühle, Dornap, Düssel, Düsselermühle, Düsselerhöhe, Erholung, Fahnheide, Fredenschickenberg, Görtzheide, Grünepütt, Grünewald, Gruitingschickenberg, Grund, Halkenberg, Hahnenfurth, Hammerstein, Haus Düssel, Heister, Heistersfeld, Hochstraße, Holz, Hülsen, Jammerhörnchen, Kamp, Kirchenfeld, Kirchenhöhe, Klein Voisberg, Kortenhäuschen, Krone, Landskrone, Langendorf, Langenhöhe, Mäushäuschen, Meiswinkel, Neuenkothen, Niepen, Ötelshofen, Ötelshoferhäuschen, Scheidt, Schlagbaum, Schlupkothen, Schmalefeld, Schrupstock, Schwarzes Loch, Sipchesfeld, Sprung, Tillmannsdorf, Timpen, Überzurbeek, Üllenschütt, Voisberg, Voßbeck und Wiedenerhäuschen.
1975 wurde der südöstliche Teil der Gemarkung mit den Wohnplätzen Bollenbergsdorf, Dornap, Düsselerhöhe, Fredenschickenberg, Gruitingschickenberg, Hahnenfurth, Heister, Heistersfeld, Jammerhörnchen, Kirchenfeld, Kirchenhöhe, Klein Voisberg, Schmalefeld, Voßbeck und Wiedenerhäuschen, sowie die mittlerweile wüst gefallenen Wohnplätze Fredenschickenberg, Gruitingschickenberg, Schmalefeld und Voßbeck in Wuppertal eingemeindet. 